# Beech Hill
Beech Hill – wieś w Anglii, w hrabstwie ceremonialnym Berkshire, w dystrykcie (unitary authority) West Berkshire. Leży 10 km na południe od centrum miasta Reading i 63 km na zachód od centrum Londynu. W 2001 miejscowość liczyła 284 mieszkańców.